# 世界相撲選手権大会
世界相撲選手権大会（せかいすもうせんしゅけんたいかい、Sumo World Championships）は、相撲の世界大会で国際相撲連盟が主催する。男子は1992年から、女子は世界女子相撲選手権大会という名称で2001年から、原則として毎年開催されている。2001年からは、男女とも同一会場で同時開催している。

## 階級[1]

### 1992年–2018年
- Open（無差別級）
- Heavy Weight（重量級、115kg以上）
- Middle Weight（中量級、115kg未満）
- Light Weight（軽量級、85kg未満）

### 2019年-
- Open（無差別級）
- Heavy Weight（重量級、115kg以上）
- Light Heavy Weight(軽重量級、115kg未満）
- Middle Weight（中量級、100kg未満）
- Light Weight（軽量級、85kg未満）

このほかに、団体戦がある。

## 歴代の優勝者及び団体[2][3]
- 大相撲入りした選手は四股名を記した。

| 回数     | 開催年 | 開催国・都市               | 階級(団体)                   | 優勝者(優勝国)                   | 国                           | 四股名                       |
| -------- | ------ | -------------------------- | ---------------------------- | -------------------------------- | ---------------------------- | ---------------------------- |
| 第1回    | 1992年 | 日本・東京                 | 無差別級                     | 斉藤一雄                         | 日本                         |                              |
| 第1回    | 1992年 | 日本・東京                 | 重量級                       | 出島武春                         | 日本                         | 出島武春                     |
| 第1回    | 1992年 | 日本・東京                 | 軽量級                       | 禧久昭広                         | 日本                         |                              |
| 第1回    | 1992年 | 日本・東京                 | 団体戦                       | 日本                             | 日本                         |                              |
| 第2回    | 1993年 | 日本・東京                 | 無差別級                     | 矢須直                           | 日本                         |                              |
| 第2回    | 1993年 | 日本・東京                 | 重量級                       | 鶴賀文仁                         | 日本                         | 北勝森文仁                   |
| 第2回    | 1993年 | 日本・東京                 | 中量級                       | 禧久昭広                         | 日本                         |                              |
| 第2回    | 1993年 | 日本・東京                 | 軽量級                       | 小村仁志                         | 日本                         |                              |
| 第2回    | 1993年 | 日本・東京                 | 団体戦                       | 日本                             | 日本                         |                              |
| 第3回    | 1994年 | 日本・東京                 | 無差別級                     | バットエルデン・バドマンヤンブー | モンゴル                     |                              |
| 第3回    | 1994年 | 日本・東京                 | 重量級                       | 田宮啓司                         | 日本                         | 琴光喜啓司                   |
| 第3回    | 1994年 | 日本・東京                 | 中量級                       | 熊谷涼至                         | 日本                         | 海鵬涼至                     |
| 第3回    | 1994年 | 日本・東京                 | 軽量級                       | ガントグトー・バヤンムン         | モンゴル                     |                              |
| 第3回    | 1994年 | 日本・東京                 | 団体戦                       | 日本                             | 日本                         |                              |
| 第4回    | 1995年 | 日本・東京                 | 無差別級                     | ヤーブロー・アマニュエル         | アメリカ                     |                              |
| 第4回    | 1995年 | 日本・東京                 | 重量級                       | 斎藤直飛人                       | 日本                         | 追風海直飛人                 |
| 第4回    | 1995年 | 日本・東京                 | 中量級                       | 熊谷涼至                         | 日本                         | 海鵬涼至                     |
| 第4回    | 1995年 | 日本・東京                 | 軽量級                       | スーバト・アグヴァンサムダン     | モンゴル                     |                              |
| 第4回    | 1995年 | 日本・東京                 | 団体戦                       | 日本                             | 日本                         |                              |
| 第5回    | 1996年 | 日本・東京                 | 無差別級                     | ロビンソン・マーク               | 南アフリカ                   |                              |
| 第5回    | 1996年 | 日本・東京                 | 重量級                       | 加藤耕市                         | 日本                         |                              |
| 第5回    | 1996年 | 日本・東京                 | 中量級                       | 高濱竜郎                         | 日本                         | 濵錦竜郎                     |
| 第5回    | 1996年 | 日本・東京                 | 軽量級                       | 小村仁志                         | 日本                         |                              |
| 第5回    | 1996年 | 日本・東京                 | 団体戦                       | 日本                             | 日本                         |                              |
| 第6回    | 1997年 | 日本・東京                 | 無差別級                     | 斎藤直飛人                       | 日本                         | 追風海直飛人                 |
| 第6回    | 1997年 | 日本・東京                 | 重量級                       | 田宮啓司                         | 日本                         | 琴光喜啓司                   |
| 第6回    | 1997年 | 日本・東京                 | 中量級                       | 高濱竜郎                         | 日本                         | 濵錦竜郎                     |
| 第6回    | 1997年 | 日本・東京                 | 軽量級                       | スーバト・アグヴァンサムダン     | モンゴル                     |                              |
| 第6回    | 1997年 | 日本・東京                 | 団体戦                       | 日本                             | 日本                         |                              |
| 第7回    | 1998年 | 日本・東京                 | 無差別級                     | 田宮啓司                         | 日本                         | 琴光喜啓司                   |
| 第7回    | 1998年 | 日本・東京                 | 重量級                       | ブルマー・ヨルグ                 | ドイツ                       |                              |
| 第7回    | 1998年 | 日本・東京                 | 中量級                       | 高濱竜郎                         | 日本                         | 濵錦竜郎                     |
| 第7回    | 1998年 | 日本・東京                 | 軽量級                       | ビネフ・スベトスラブ             | ブラジル                     |                              |
| 第7回    | 1998年 | 日本・東京                 | 団体戦                       | 日本                             | 日本                         |                              |
| 第8回    | 1999年 | ドイツ・リーザ             | 無差別級                     | レヴァン・エバノゼ               | ジョージア                   |                              |
| 第8回    | 1999年 | ドイツ・リーザ             | 重量級                       | 小山内貴久                       | 日本                         |                              |
| 第8回    | 1999年 | ドイツ・リーザ             | 中量級                       | 對馬英人                         | 日本                         |                              |
| 第8回    | 1999年 | ドイツ・リーザ             | 軽量級                       | ビネフ・スベトスラブ             | ブラジル                     |                              |
| 第8回    | 1999年 | ドイツ・リーザ             | 団体戦                       | 日本                             | 日本                         |                              |
| 第9回    | 2000年 | ブラジル・サンパウロ       | 無差別級                     | 垣添徹                           | 日本                         | 垣添徹                       |
| 第9回    | 2000年 | ブラジル・サンパウロ       | 重量級                       | 小山内貴久                       | 日本                         |                              |
| 第9回    | 2000年 | ブラジル・サンパウロ       | 中量級                       | モンゴジュ・アイアス             | ロシア                       |                              |
| 第9回    | 2000年 | ブラジル・サンパウロ       | 軽量級                       | ピアー・シュミット＝ドゥヴィガー | ドイツ                       |                              |
| 第9回    | 2000年 | ブラジル・サンパウロ       | 団体戦                       | ドイツ                           | ドイツ                       |                              |
| 第10回   | 2001年 | 日本・青森                 | 無差別級                     | シャイブラー・トーステン         | ドイツ                       |                              |
| 第10回   | 2001年 | 日本・青森                 | 重量級                       | パスコウ・ロベルト               | ポーランド                   |                              |
| 第10回   | 2001年 | 日本・青森                 | 中量級                       | モンゴジュ・アイアス             | ロシア                       |                              |
| 第10回   | 2001年 | 日本・青森                 | 軽量級                       | 木村長平                         | 日本                         |                              |
| 第10回   | 2001年 | 日本・青森                 | 団体戦                       | 日本                             | 日本                         |                              |
| 第11回   | 2002年 | ポーランド・クラクフ       | 無差別級                     | カラエフ・アラン                 | ロシア                       |                              |
| 第11回   | 2002年 | ポーランド・クラクフ       | 重量級                       | パスコウ・ロベルト               | ポーランド                   |                              |
| 第11回   | 2002年 | ポーランド・クラクフ       | 中量級                       | ツァラゴフ・ダビド               | ロシア                       |                              |
| 第11回   | 2002年 | ポーランド・クラクフ       | 軽量級                       | イケモリ・クラウディオ           | ブラジル                     |                              |
| 第11回   | 2002年 | ポーランド・クラクフ       | 団体戦                       | 日本                             | 日本                         |                              |
| 第12回   | 2004年 | ドイツ・リーザ             | 無差別級                     | 下田圭将                         | 日本                         | 下田圭将                     |
| 第12回   | 2004年 | ドイツ・リーザ             | 重量級                       | 市原孝行                         | 日本                         | 市原孝行                     |
| 第12回   | 2004年 | ドイツ・リーザ             | 中量級                       | 吉田勝雄                         | 日本                         |                              |
| 第12回   | 2004年 | ドイツ・リーザ             | 軽量級                       | チヘンコ・ヴィタリー             | ウクライナ                   |                              |
| 第12回   | 2004年 | ドイツ・リーザ             | 団体戦                       | 日本                             | 日本                         |                              |
| 第13回   | 2005年 | 日本・堺                   | 無差別級                     | シャイブラー・トーステン         | ドイツ                       |                              |
| 第13回   | 2005年 | 日本・堺                   | 重量級                       | 市原孝行                         | 日本                         | 市原孝行                     |
| 第13回   | 2005年 | 日本・堺                   | 中量級                       | 吉田勝雄                         | 日本                         |                              |
| 第13回   | 2005年 | 日本・堺                   | 軽量級                       | チヘンコ・ヴィタリー             | ウクライナ                   |                              |
| 第13回   | 2005年 | 日本・堺                   | 団体戦                       | 日本                             | 日本                         |                              |
| 第14回   | 2006年 | 日本・堺                   | 無差別級                     | ガバラエフ・アラン               | ロシア                       | 阿覧欧虎                     |
| 第14回   | 2006年 | 日本・堺                   | 重量級                       | ウラムバヤル・ビャンブジャブ     | モンゴル                     | 大翔地健太 （大相撲引退後）  |
| 第14回   | 2006年 | 日本・堺                   | 中量級                       | 吉田勝雄                         | 日本                         |                              |
| 第14回   | 2006年 | 日本・堺                   | 軽量級                       | 長沢孝治                         | 日本                         |                              |
| 第14回   | 2006年 | 日本・堺                   | 団体戦                       | ロシア                           | ロシア                       |                              |
| 第15回   | 2007年 | タイ・チェンマイ           | 無差別級                     | カラエフ・アラン                 | ロシア                       |                              |
| 第15回   | 2007年 | タイ・チェンマイ           | 重量級                       | ウラムバヤル・ビャンブジャブ     | モンゴル                     | 大翔地健太                   |
| 第15回   | 2007年 | タイ・チェンマイ           | 中量級                       | 吉田勝雄                         | 日本                         |                              |
| 第15回   | 2007年 | タイ・チェンマイ           | 軽量級                       | バルドシ・サンドル               | ハンガリー                   |                              |
| 第15回   | 2007年 | タイ・チェンマイ           | 団体戦                       | ロシア                           | ロシア                       |                              |
| 第16回   | 2008年 | エストニア・ラクヴェレ     | 無差別級                     | ガンフヤグ・ナランバタ           | モンゴル                     | 前乃雄太郎 （大相撲引退後）  |
| 第16回   | 2008年 | エストニア・ラクヴェレ     | 重量級                       | 姫野孝                           | 日本                         |                              |
| 第16回   | 2008年 | エストニア・ラクヴェレ     | 中量級                       | 吉田勝雄                         | 日本                         |                              |
| 第16回   | 2008年 | エストニア・ラクヴェレ     | 軽量級                       | 島子隆司                         | 日本                         |                              |
| 第16回   | 2008年 | エストニア・ラクヴェレ     | 団体戦                       | ロシア                           | ロシア                       |                              |
| (第17回) | 2009年 | エジプト・アレキサンドリア | 新型インフルエンザのため中止 | 新型インフルエンザのため中止     | 新型インフルエンザのため中止 | 新型インフルエンザのため中止 |
| 第17回   | 2010年 | ポーランド・ワルシャワ     | 無差別級                     | マルギエヴ・ヴァシリ             | ロシア                       |                              |
| 第17回   | 2010年 | ポーランド・ワルシャワ     | 重量級                       | リボウ・デジュー                 | ハンガリー                   |                              |
| 第17回   | 2010年 | ポーランド・ワルシャワ     | 中量級                       | 伊藤良                           | 日本                         |                              |
| 第17回   | 2010年 | ポーランド・ワルシャワ     | 軽量級                       | ゲオルギュブ・スティリヤン       | ブルガリア                   |                              |
| 第17回   | 2010年 | ポーランド・ワルシャワ     | 団体戦                       | 日本                             | 日本                         |                              |
| (第18回) | 2011年 | エジプト・アレキサンドリア | 政情不安のため中止           | 政情不安のため中止               | 政情不安のため中止           | 政情不安のため中止           |
| 第18回   | 2012年 | 香港                       | 無差別級                     | ガンフヤグ・ナランバタ           | モンゴル                     | 前乃雄太郎                   |
| 第18回   | 2012年 | 香港                       | 重量級                       | アラン・カラエフ                 | ロシア                       |                              |
| 第18回   | 2012年 | 香港                       | 中量級                       | エルマコフ・コンスタンティン     | ウクライナ                   |                              |
| 第18回   | 2012年 | 香港                       | 軽量級                       | レンツェンドルジ・ガンツクス     | モンゴル                     |                              |
| 第18回   | 2012年 | 香港                       | 団体戦                       | 日本                             | 日本                         |                              |
| 第19回   | 2014年 | 台湾・高雄                 | 無差別級                     | バーサンスレン・トゥルボルド     | モンゴル                     | 水戸龍聖之                   |
| 第19回   | 2014年 | 台湾・高雄                 | 重量級                       | カラエフ・アラン                 | ロシア                       |                              |
| 第19回   | 2014年 | 台湾・高雄                 | 中量級                       | 野口清之                         | 日本                         |                              |
| 第19回   | 2014年 | 台湾・高雄                 | 軽量級                       | 中村友哉                         | 日本                         | 炎鵬友哉                     |
| 第19回   | 2014年 | 台湾・高雄                 | 団体戦                       | 日本                             | 日本                         |                              |
| 第20回   | 2015年 | 日本・堺                   | 無差別級                     | 黒川宗一郎                       | 日本                         |                              |
| 第20回   | 2015年 | 日本・堺                   | 重量級                       | 小柳亮太                         | 日本                         | 豊山亮太                     |
| 第20回   | 2015年 | 日本・堺                   | 中量級                       | カシィフ・アサマス               | ロシア                       |                              |
| 第20回   | 2015年 | 日本・堺                   | 軽量級                       | 中村友哉                         | 日本                         | 炎鵬友哉                     |
| 第20回   | 2015年 | 日本・堺                   | 団体戦                       | ロシア                           | ロシア                       |                              |
| 第21回   | 2016年 | モンゴル・ウランバートル   | 無差別級                     | バーサンスレン・トゥルボルド     | モンゴル                     | 水戸龍聖之                   |
| 第21回   | 2016年 | モンゴル・ウランバートル   | 重量級                       | マルギエヴ・ヴァシリ             | ロシア                       |                              |
| 第21回   | 2016年 | モンゴル・ウランバートル   | 中量級                       | 三輪隼斗                         | 日本                         |                              |
| 第21回   | 2016年 | モンゴル・ウランバートル   | 軽量級                       | バティル・アルティエフ           | ロシア                       |                              |
| 第21回   | 2016年 | モンゴル・ウランバートル   | 団体戦                       | ロシア                           | ロシア                       |                              |
| 第22回   | 2018年 | 台湾・桃園                 | 無差別級                     | Kudzoev Eduard                   | ロシア                       |                              |
| 第22回   | 2018年 | 台湾・桃園                 | 重量級                       | マルギエヴ・ヴァシリ             | ロシア                       |                              |
| 第22回   | 2018年 | 台湾・桃園                 | 中量級                       | Baasandorj Badral                | モンゴル                     |                              |
| 第22回   | 2018年 | 台湾・桃園                 | 軽量級                       | Semykras Sviatoslav              | ウクライナ                   |                              |
| 第22回   | 2018年 | 台湾・桃園                 | 団体戦                       | 日本                             | 日本                         |                              |
| 第23回   | 2019年 | 日本・堺                   | 無差別級                     | Batsuuri Namsraijav              | モンゴル                     |                              |
| 第23回   | 2019年 | 日本・堺                   | 重量級                       | 五十嵐敦                         | 日本                         |                              |
| 第23回   | 2019年 | 日本・堺                   | 軽重量級                     | Konstantin Abdula-Zade           | ロシア                       |                              |
| 第23回   | 2019年 | 日本・堺                   | 中量級                       | Badral Baasandorj                | モンゴル                     |                              |
| 第23回   | 2019年 | 日本・堺                   | 軽量級                       | Semykras Sviatoslav              | ウクライナ                   |                              |
| 第23回   | 2019年 | 日本・堺                   | 団体戦                       | ロシア                           | ロシア                       |                              |
| 第24回   | 2023年 | 日本・東京                 | 無差別級                     | Oleksandr Veresiuk               | ウクライナ                   |                              |
| 第24回   | 2023年 | 日本・東京                 | 重量級                       | 草野直哉                         | 日本                         |                              |
| 第24回   | 2023年 | 日本・東京                 | 軽重量級                     | Vazha Daiauri                    | ウクライナ                   |                              |
| 第24回   | 2023年 | 日本・東京                 | 中量級                       | Yehor Krupskyi                   | ウクライナ                   |                              |
| 第24回   | 2023年 | 日本・東京                 | 軽量級                       | Sviatoslav Semykras              | ウクライナ                   |                              |
| 第24回   | 2023年 | 日本・東京                 | 団体戦                       | 日本                             | 日本                         |                              |
| 第25回   | 2024年 | ポーランド・クロトシン     | 無差別級                     | 池田俊                           | 日本                         |                              |
| 第25回   | 2024年 | ポーランド・クロトシン     | 重量級                       | Lasha, JELADZE                   | ジョージア                   |                              |
| 第25回   | 2024年 | ポーランド・クロトシン     | 軽重量級                     | Badral, BAASANDORJ               | モンゴル                     |                              |
| 第25回   | 2024年 | ポーランド・クロトシン     | 中量級                       | Yehor, KRUPSKYI                  | ウクライナ                   |                              |
| 第25回   | 2024年 | ポーランド・クロトシン     | 軽量級                       | Demid, KARACHENKO                | ウクライナ                   |                              |
| 第25回   | 2024年 | ポーランド・クロトシン     | 団体                         | 日本                             | 日本                         |                              |